# Disputa egeia

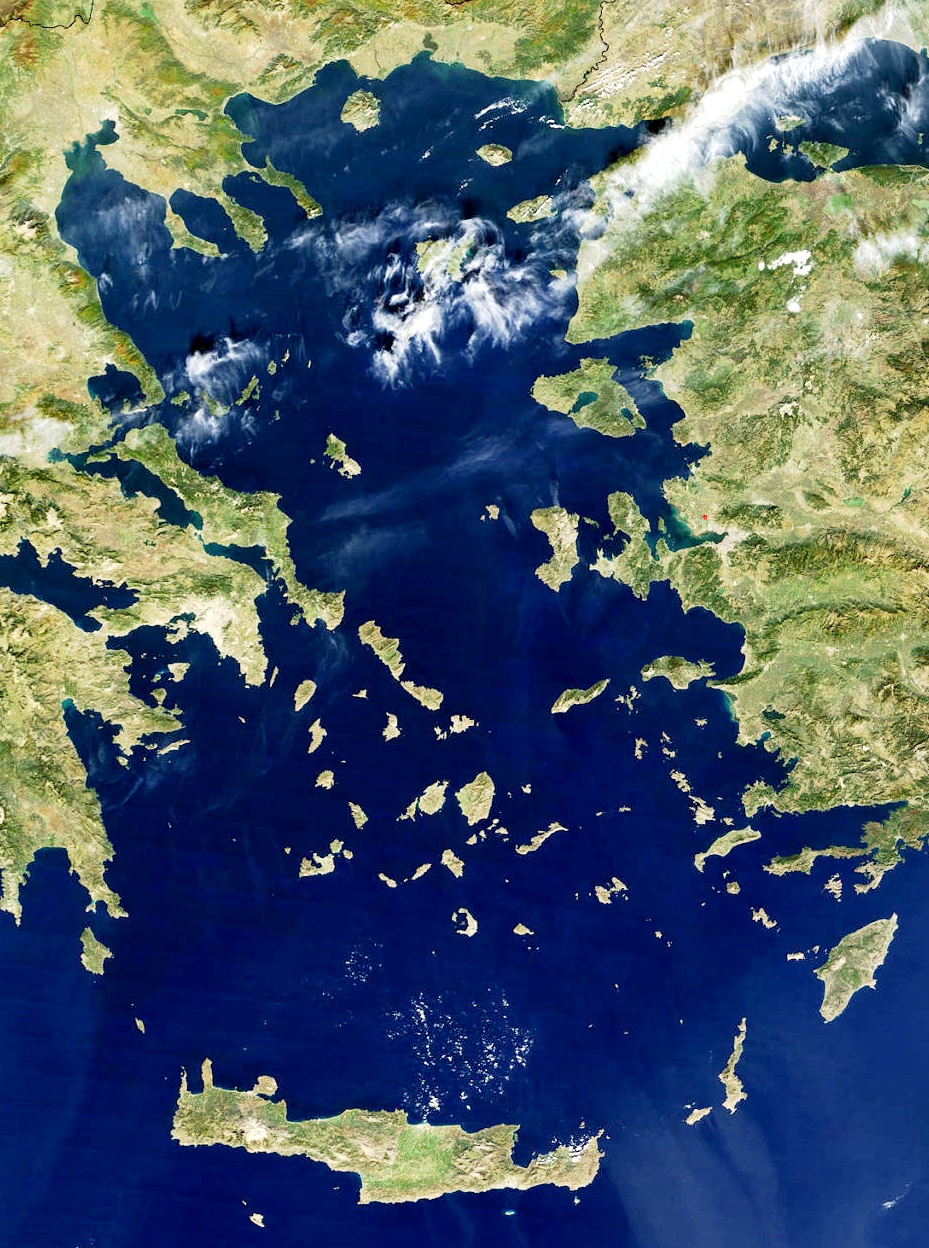
Foto de satélite do mar Egeu.

A disputa egeia é uma disputa que vem ocorrendo desde a década de 1970 entre a Grécia e a Turquia, que, mesmo considerando uma à outra nações amigas, ambas disputam o mar Egeu, onde se encontram as Ilhas Egeias. As duas têm grandes interesses pelo mar por suas ilhas possuírem altos níveis de turismo e por ser a principal ligação entre o mar Negro (passando pelo mar de Mármara) e o mar Mediterrâneo.
O termo se refere a um grupo de questões controversas inter-relacionadas entre os dois países, a respeito de direitos de soberania na região do Egeu; este grupo de conflitos teve um efeito enorme nas relações greco-turcas desde então, e levou por duas vezes a crises que beiraram a troca de hostilidades militares, uma vez no início de 1987 e outra em 1996. As questões do Egeu se dividem em diferentes categorias:
- A delimitação das águas territoriais,
- A delimitação do espaço aéreo nacional,
- A delimitação de zonas econômicas exclusivas e o uso da plataforma continental,
- A delimitação das regiões de informação de voo (FIR), e de sua importância para o controle da atividade aérea militar,
- A questão do status de desmilitarização designado a certas ilhas gregas da região,
- A alegação turca de "zonas cinzentas", de soberania indefinida, sobre diversas ilhotas, especialmente em Imia/Kardak.

Desde 1998 os dois países estão tentando superar as tensões através de uma série de medidas diplomáticas, especialmente com vistas ao acesso da Turquia à União Europeia. No entanto, diferenças entre os canais diplomáticos apropriados a serem tomados para uma solução significativa ainda não foram resolvidos.

## Águas territoriais e espaço aéreo (extensões aproximadas)

6 nm: águas territoriais atuais (em branco: alto mar).
10 nm: espaço aéreo atualmente exigido pela Grécia.
12 nm: possível extensão futura sob legislação internacional.